# Dublin Institute of Technology
Dublin Institute of Technology (skrótowiec DIT), irl. Institiúid Teicneolaíochta Bhaile Atha Cliath (Dubliński Instytut Techniczny, Dubliński Instytut Techniki) – politechnika w Dublinie, założona oficjalnie w 1992 na podstawie Dublin Institute of Technology Act, działająca od 1978. Jej początki sięgają 1887, gdy ustanowiono wielu szkół technicznych.
W 1975 uczelnia podpisała umowę z Uniwersytetem Dublińskim, na podstawie której mogła wystawiać dyplomy akademickie. To pozwoliło jej absolwentom na kandydowanie do Seanad Éireann z okręgu wyborczego Uniwersytetu Dublińskiego. Ta sytuacja trwała do 1998, kiedy to politechnika zyskała własne tytuły zawodowe. Nie otrzymała ona statusu uniwersytetu w 1996, kiedy się o to ubiegała, jednak ma uprawnienia przysługujące uniwersytetom i tak też jej tytuły są uznawane w Irlandii.
Obecnie na uczelnię składają się następujące ośrodki (w nawiasach rok założenia):
- College of Technology, Bolton Street (1911)
- College of Catering, Cathal Brugha Street (1941)
- College of Music, Chatham Row (1890)
- College of Technology, Kevin Street (1887)
- College of Marketing and Design, Mountjoy Square (1905)
- College of Commerce, Rathmines (1901)

Politechnika oferuje wiele certyfikatów i dyplomów, włączając DIT Certificate i DIT Diploma, które są porównywalne odpowiednio z National Certificate i National Diploma. Przyznaje tytuły licencjata, inżyniera i magistra oraz stopień doktora – wszystkie uzgodnione z National Qualifications Authority of Ireland.

## Znani absolwenci
- Bertie Ahern
- Robert Ballagh
- Brendan Behan
- Marian Finucane
- Orla Guerin
- Ray Kennedy
- Brian Kerr
- Jim Mitchell
- Stephen Roche
- Sam Stephenson